# Soloe
Soloe is een geslacht van vlinders van de familie spinneruilen (Erebidae).

## Soorten
- S. fumipennis Hampson, 1910
- S. plicata Pinhey, 1952
- S. sexmaculata (Plötz, 1880)
- S. splendida de Toulgoët, 1980
- S. trigutta Walker, 1854
- S. tripunctata Druce, 1896